# Welzijnsvoorziening (Vlaanderen)
Een welzijnsvoorziening is in Vlaanderen een instelling of dienst die door de overheid of door private personen of organisaties wordt opgericht om hulp te verlenen aan personen in welbepaalde probleemsituaties. 
Welzijnsvoorzieningen worden in verschillende sectoren en voor verschillende doelgroepen, na erkenning, vergunning en/of subsidiëring, mee ingeschakeld bij de uitvoering van het welzijnsbeleid.

## Algemeen welzijnswerk
De private erkende voorzieningen in het kader van het Algemeen welzijnswerk zijn de volgende :
1. Autonome centra voor algemeen welzijnswerk. Ze organiseren :
  - ambulante hulpverlening
    - gezins- en relatiebegeleiding
    - scheidingsbemiddeling en ouderschapsbemiddeling
    - schuldbemiddeling
    - Jongeren Advies Centrum
    - selectie interlandelijke adoptie
    - teledienst
    - inloopcentrum
    - polyvalent aanspreekpunt voor asielzoekers

  - crisishulp in een crisisopvang- of crisisonthaalcentrum
  - residentiële hulpverlening
    - in een opvangcentrum voor :
      - jongeren van 18 tot 25 jaar
      - vrouwen en hun kinderen
      - volwassen mannen
      - koppels en gezinnen

    - in een vluchthuis
    - zorgwonen
    - begeleid wonen

  - straathoekwerk
  - forensisch welzijnswerk :
    - justitieel welzijnswerk
    - slachtofferhulp
    - hulpverlening aan seksueel delinquenten
    - neutrale bezoekruimte
2. Centra voor algemeen welzijnswerk in het kader van de ziekenfonds
3. Centra voor teleonthaal

## Bijzondere jeugdbijstand
1. De private erkende voorzieningen in de Bijzondere jeugdbijstand zijn :
  - begeleidingstehuizen
  - gezinstehuizen
  - opvang-, oriëntatie- en observatiecentra
  - dagcentra
  - thuisbegeleidingsdiensten
  - diensten voor begeleid zelfstandig wonen
  - diensten voor pleegzorg
2. Door de overheid georganiseerde voorzieningen in de Bijzondere jeugdbijstand zijn de volgende gemeenschapsinstellingen :
  - De Kempen in Mol: afdelingen De Hutten (gesloten afdeling) en De Markt (halfopen afdeling voor jongens & gesloten crisisafdeling voor meisjes -2 weken max 1 maal verlengbaar 2 weken-)
  - De Zande: afdelingen in Ruiselede (voor jongens, halfopen en gesloten) en in Beernem (gesloten afdeling voor meisjes)

## Geestelijke gezondheidszorg
- centra voor geestelijke gezondheidszorg
- psychiatrische ziekenhuizen
- psychiatrische ziekenhuisdiensten
- beschermd wonen
  - beschut wonen
  - psychiatrische gezinsverpleging

## Gehandicaptenzorg
In de Gehandicaptenzorg worden volgende voorzieningen erkend :
1. Zorg
  - residentieel
    - internaten voor kinderen of medisch-pedagogische inrichtingen (M.P.I.'s)
    - tehuizen voor werkende volwassenen met een handicap (tehuizen voor werkenden, gezinsvervangende tehuizen)
    - tehuizen voor niet-werkende volwassenen met een handicap
      - bezigheidstehuizen
      - nursingtehuizen

    - centra voor observatie, oriëntering en medische, psychologische en pedagogische behandeling voor gehandicapten (observatiecentra)

  - semi-residentieel
    - semi-internaten voor kinderen
    - dagcentra voor volwassenen
    - tehuizen voor kortverblijf(kortverblijfcentra)

  - ambulant
    - diensten voor plaatsing in gezinnen
    - diensten, voor thuisbegeleiding
    - diensten voor begeleid wonen (voor zelfstandig wonende personen met een mentale handicap)
    - diensten voor zelfstandig wonen (voor personen met een fysieke handicap)

  - revalidatiecentra
    - intra-murale centra
    - extra-murale centra
      - centra voor spraak- en gehoorgestoorden
      - centra voor psychische revalidatie voor volwassenen
      - centra voor psychische revalidatie van mentaal gehandicapte kinderen
2. Tewerkstelling (sociale economie)
  - Centra of diensten voor gespecialiseerde voorlichting bij beroepskeuze
  - centra voor beroepsopleiding
  - beschutte werkplaatsen
  - arbeidstrajectbegeleidingsdiensten

## Kind en Gezin
Private voorzieningen die erkend worden door Kind en Gezin :
1. Preventieve gezinsondersteuning :
  - pre- en postnatale consultatiebureaus
  - consultatiebureaus voor het jonge kind (CJK)
  - Bijzondere opvang :
    - centra voor kinderzorg en gezinsondersteuning (CKG)
    - diensten voor gezinsondersteunende pleegzorg
2. Kinderopvang
  - kinderdagverblijven
    - crèches
    - peutertuinen

  - diensten voor opvanggezinnen
  - buitenschoolse opvang
  - zelfstandige onthaalouders
  - mini-crèches
  - zelfstandige kinderdagverblijven

## Ouderenzorg
Deze voorzieningen in het kader van de ouderenzorg vallen onder de bevoegdheid van het Vlaams Agentschap Zorg en Gezondheid van het Vlaams Ministerie van Welzijn, Volksgezondheid en Gezin.
1. Wonen
  - woningen voor bejaarden
  - serviceflatgebouwen
  - woningcomplexen met dienstverlening
  - rusthuizen; rust- en verzorgingstehuizen (RVT's)
2. Thuiszorg
  - diensten voor gezinszorg
  - lokale dienstencentra
  - regionale dienstencentra
  - dagverzorgingscentrum
  - centra voor kortverblijf
  - oppasdiensten (diensten voor oppashulp)
  - 
diensten voor logistieke hulp en aanvullende thuiszorg